# American Arachnological Society
L'American Arachnological Society (AAS), Société américaine d'arachnologie, est une organisation scientifique fondée en 1972 afin de promouvoir l'étude des arachnides. Elle cherche à établir une meilleure coopération et interconnaissance entre les arachnologues amateurs et professionnels. Elle publie le Journal of Arachnology,,. Elle propose des bourses d'études sur les araignées afin d'accroitre la connaissance sur ce groupe. Ses membres interviennent régulièrement dans les médias,.

## Journal
L'AAS publie le Journal of Arachnology.

## Voir également
- Société Internationale d'Arachnologie
- Susan Riechert